# Iguana-de-crista-de-fiji
A iguana-de-crista-de-fiji (Brachylophus vitiensis) é uma espécie de réptil da família Iguanidae.  Endêmica das ilhas Fiji. A espécie está classificada pela IUCN como "em perigo crítico" de extinção. Pensa-se que a espécie é parte da evolução de uma espécie de iguana que conseguiu chegar da América do Sul há 13 milhões de anos.

## Nomenclatura e taxonomia
A espécie foi descrita em 1981 por John Gibbons como Brachylophus vitiensis. Gibbons descobriu que tratava-se de uma nova espécie ao assistir o filme The Blue Lagoon (A Lagoa Azul), em 1980.